# Reinhold Grundemann

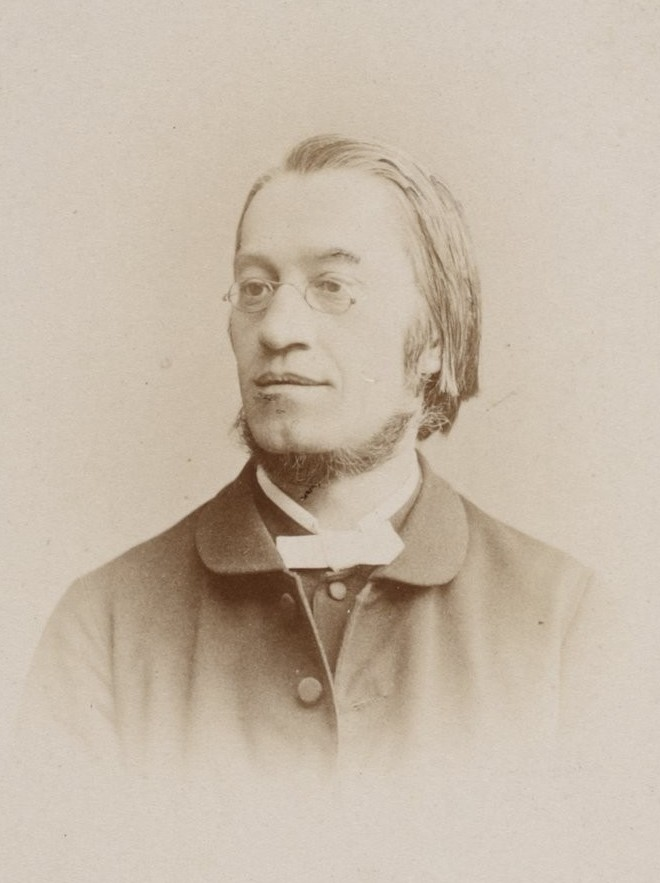
Redigerar Reinhold Grundemann

Reinhold Grundemann, född 9 januari 1836, död 3 maj 1924, var en tysk missionsförfattare.
Grundemann har utgett talrika skrifter i missionsämnen, av vilka Missionsstudien und Kritiken (1894-98) är den mest betydande. Mycket självständig i sina åsikter, intog Grundemann ofta en starkt kritisk hållning till gängse missionsmetoder. Han ombesörjde även utgivandet av de första moderna missionskartorna.